# منتخب سنغافورة لسباعيات الرغبي للسيدات
منتخب سنغافورة لسباعيات الرغبي للسيدات (بالإنجليزية: Singapore women's national rugby sevens team)‏ هو ممثل سنغافورة الرسمي في المنافسات الدولية في سباعيات الرغبي للسيدات .